# Psylla eriobotryacola
Psylla eriobotryacola är en insektsart som beskrevs av Yang 1984. Psylla eriobotryacola ingår i släktet Psylla och familjen rundbladloppor. Inga underarter finns listade i Catalogue of Life.